# Михайловское сельское поселение (Крым)
Михайловское се́льское поселе́ние (укр. Михайлівське сільське поселення, крымскотат. Къараминъ кой юрту, Qaramiñ köy yurtu) — муниципальное образование в Нижнегорском районе Республики Крым России, в степном Крыму, граничит с Джанкойским районом.
Административный центр — село Михайловка.

## История
В советское время, 1920 году, был образован Михайловский сельский совет.
Сельское поселение образовано в соответствии с законом Республики Крым от 5 июня 2014 года.

## Население
| 2001  | 2014  | 2015  | 2016  | 2017  | 2018  | 2019  |
| ----- | ----- | ----- | ----- | ----- | ----- | ----- |
| 4062  | ↘3029 | ↗3031 | ↘2985 | ↘2971 | ↘2900 | ↘2878 |
| 2020  | 2021  |       |       |       |       |       |
| ↘2872 | ↗2896 |       |       |       |       |       |

## Состав сельского поселения
| № | Населённый пункт | Тип населённого пункта       | Население |
| - | ---------------- | ---------------------------- | --------- |
| 1 | Михайловка       | село, административный центр | ↘2241     |
| 2 | Кунцево          | село                         | ↘365      |
| 3 | Уютное           | село                         | ↘423      |